# 奇亞爾克里尼山
16°20′28″S 68°6′56″W / 16.34111°S 68.11556°W

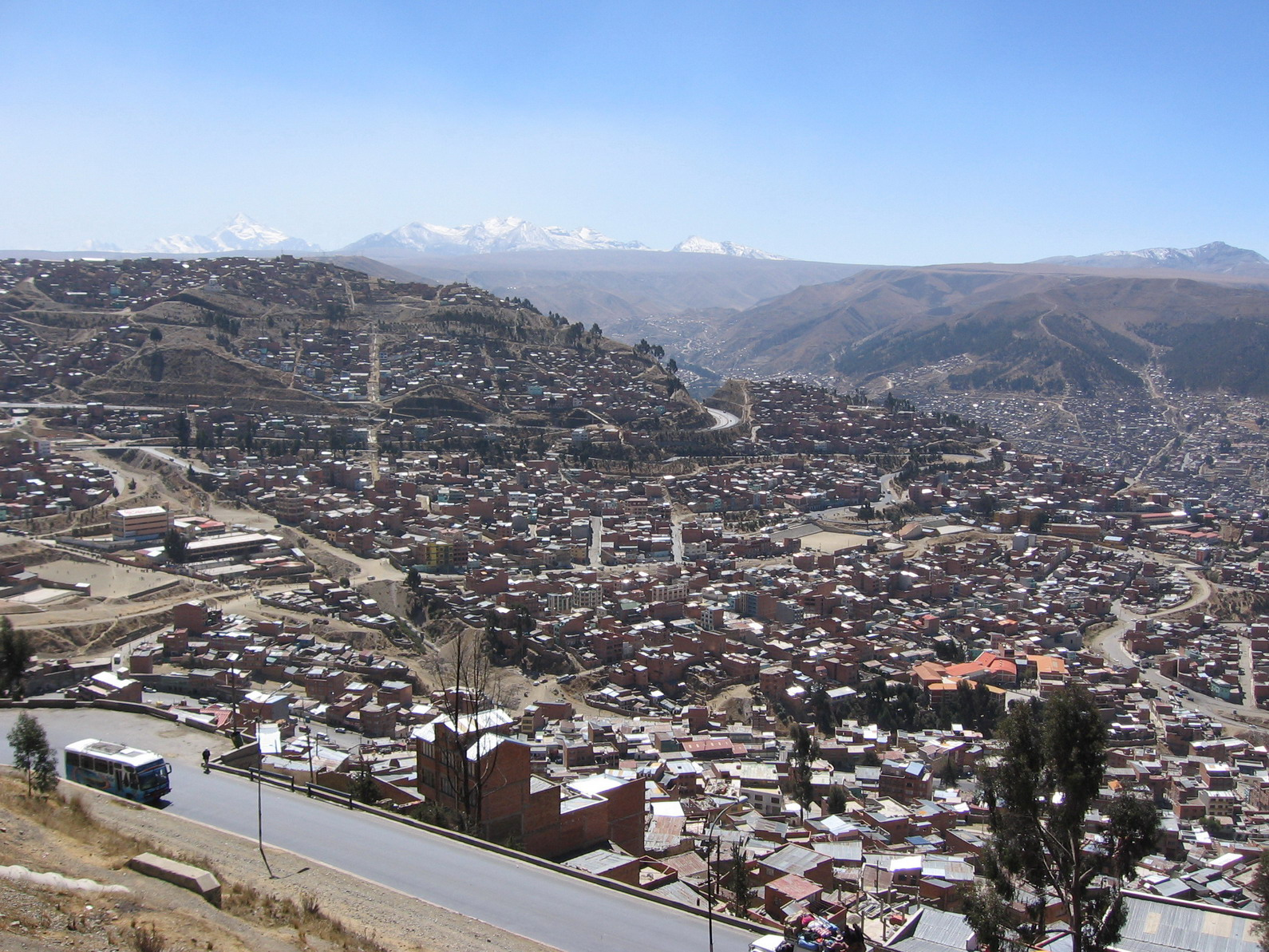

奇亞爾克里尼山（Ch'iyar Qirini），是玻利維亞的山峰，位於該國西部拉巴斯省的佩德羅多明戈穆里略省，處於查卡塔雅東北面，屬於安第斯山脈中玻利維亞瑞阿爾山脈的一部分，海拔高度5,363米。